# Slovak Juniors 2010
Das Slovak Juniors 2010 als bedeutendstes internationales Nachwuchsturnier der Slowakei im Badminton fand vom 3. bis zum 5. September 2010 in Prešov statt.

## Sieger und Platzierte der Junioren U19
| Disziplin    | Gold                                | Silber                                 | Bronze                               |
| ------------ | ----------------------------------- | -------------------------------------- | ------------------------------------ |
| Herreneinzel | Tri Prasetyo                        | Alen Roj                               | Milan Ludík                          |
| Herreneinzel | Tri Prasetyo                        | Alen Roj                               | Alan Plavin                          |
| Dameneinzel  | Sonia Olariu                        | Lucie Černá                            | Kateřina Tomalová                    |
| Dameneinzel  | Sonia Olariu                        | Lucie Černá                            | Tereza Lajdová                       |
| Herrendoppel | Paweł Pietryja Przemysław Urban     | Mateusz Dubowski Tomasz Persona        | Povilas Bartušis Alan Plavin         |
| Herrendoppel | Paweł Pietryja Przemysław Urban     | Mateusz Dubowski Tomasz Persona        | Alen Roj Urban Turk                  |
| Damendoppel  | Alina Artamonova Ekaterina Bolotova | Katarzyna Macedońska Justyna Pasternak | Virág Farkas Daniella Gonda          |
| Damendoppel  | Alina Artamonova Ekaterina Bolotova | Katarzyna Macedońska Justyna Pasternak | Weronika Grudzina Martyna Poprzeczko |
| Mixed        | Vojtech Šelong Jana Žwaková         | Jakub Zahrádka Tereza Lajdová          | Ivo Stoklas Sonia Olariu             |
| Mixed        | Vojtech Šelong Jana Žwaková         | Jakub Zahrádka Tereza Lajdová          | Mateusz Dubowski Martyna Poprzeczko  |